# New Religion
New Religion – siódmy album niemieckiej grupy heavymetalowej Primal Fear, wydany 21 września 2007 przez Frontiers Records.

## Lista utworów[2]
1. "Sign of Fear" – 4:47
2. "Face the Emptiness" – 4:35
3. "Everytime It Rains" – 3:52
4. "New Religion" – 4:04
5. "Fighting the Darkness" – 8:44
6. "Blood on Your Hands" – 4:02
7. "The Curse of Sharon" – 4:40
8. "Too Much Time" – 5:13
9. "Psycho" – 3:54
10. "World on Fire" – 3:53
11. "The Man (That I Don't Know)" – 6:10

## Skład zespołu
- Ralf Scheepers – wokal
- Stefan Leibing – gitara
- Henny Wolter – gitara
- Mat Sinner – gitara basowa
- Randy Black – perkusja